# 影媛
影媛（かげひめ（『日本書紀』））または山下影日売（やましたかげひめ（『古事記』））は、日本書紀や古事記に登場する上古の人物。武内宿禰の母とされている。

## 解説
記紀では、莵道彦（宇豆比古）の一族の女性とされており、武内宿禰を産んだことになっている。ただしこれらの記述は、紀一族の家伝に拠っていると推定されており、日本古代史学者の岸俊男（1920 - 1987、京都大学名誉教授）は史実であるかどうかは慎重な検証を要すとしている。
なお、莵道彦（宇豆比古）の直系は紀伊国の国造で神別氏の紀伊国造家の始祖である。影媛・武内宿禰・木角宿禰を経た一族である皇別氏の紀氏とは別系統として区別される。

## 日本書紀の記述
影媛は、紀氏の始祖とされる莵道彦（）の娘。
| （国史大系）『日本書紀』巻七 「景行天皇」より |
| 三年春二月庚寅朔。卜幸于紀伊國。將祭祀群神祇。而不吉。乃車駕止之。遣屋主忍男武雄心命 一云武猪心 令祭。爰屋主忍男武雄心命詣之。居于阿備柏原而祭祀神祇。仍住九年。則娶紀直遠祖菟道彦之女影媛。生武内宿禰。 |
| 1. |

景行天皇の3年、祭祀のため天皇が紀伊国へ巡幸する予定が中止となり、その名代として屋主忍男武雄心命（）が派遣された。
屋主忍男武雄心命は、紀伊国の阿備柏原（）を訪れ、9年の間その地にとどまった。
このとき、紀氏の始祖である莵道彦の娘、影媛が、屋主忍男武雄心命の妻となり、武内宿禰を産んだ。のちに武内宿禰の子、木角宿禰の子孫は、武内宿禰の母の影媛が紀伊国の国造家の出自であったことから、「紀氏」と称した。

## 古事記の記述
山下影日売は、木国造の祖である宇豆比古（）の妹。
| （国史大系）『古事記』中巻 「孝元天皇」より                                        |
| 比古布都押之信命、（中略）又娶木國造之祖宇豆比古之妹・山下影日賣、生子、建内宿禰。 |

山下影日売は、宇豆比古の「妹」で、比古布都押之信命との間に建内宿禰を産んだ。なお、吉川弘文館『国史大辞典』岸俊男や講談社『日本人名大辞典』は、この「妹」は現代の字義通り兄・妹の妹としている。
『日本書紀』と『古事記』では細部が異なるが、「宇豆比古」は「莵道彦」と同一人物と推定されている。